# Chromadorina paradoxa
Chromadorina paradoxa är en rundmaskart som beskrevs av Timm 1961. Chromadorina paradoxa ingår i släktet Chromadorina och familjen Chromadoridae. Inga underarter finns listade i Catalogue of Life.